# Tanielewa
Tanielewa (biał. Танелева, ros. Тонелево) – wieś na Białorusi, w obwodzie mińskim, w rejonie mińskim, w sielsowiecie Szerszuny.
W dwudziestoleciu międzywojennym wieś nadgraniczna leżąca bezpośrednio przy granicy z Polską.